# Крашув
Крашув (пол. Kraszów) — село в Польщі, у гміні Мендзибуж Олесницького повіту Нижньосілезького воєводства.
Населення — 394 особи (2011).
У 1975-1998 роках село належало до Каліського воєводства.

## Демографія
Демографічна структура станом на 31 березня 2011 року:
|          | Загалом | Допрацездатний вік | Працездатний вік | Постпрацездатний вік |
| -------- | ------- | ------------------ | ---------------- | -------------------- |
| Чоловіки | 188     | 42                 | 127              | 19                   |
| Жінки    | 206     | 49                 | 120              | 37                   |
| Разом    | 394     | 91                 | 247              | 56                   |